# Västerås (comune)
Västerås è un comune svedese di 137 029 abitanti con titolo di città, situato nella contea di Västmanland. Il suo capoluogo è omonimo, capoluogo della contea.

## Località
Nel territorio comunale sono comprese le seguenti aree urbane (tätort):
- Barkarö
- Dingtuna
- Enhagen-Ekbacken
- Hökåsen
- Irsta
- Kärsta och Bredsdal (parte)
- Kvicksund (parte)
- Munga
- Örtagården
- Skultuna
- Tidö-Lindö
- Tillberga
- Tortuna
- Västerås

## Amministrazione

### Gemellaggi
- Banja Luka
- Randers
- Lahti
- Akureyri
- Ålesund
- České Budějovice
- Kassel